# Mount Swannell
Mount Swannell är ett berg i Kanada.   Det ligger i provinsen British Columbia, i den centrala delen av landet, 3 600 km väster om huvudstaden Ottawa. Toppen på Mount Swannell är 1 811 meter över havet, eller 794 meter över den omgivande terrängen. Bredden vid basen är 7,8 km.
Terrängen runt Mount Swannell är huvudsakligen kuperad, men norrut är den platt. Trakten runt Mount Swannell är nära nog obefolkad, med mindre än två invånare per kvadratkilometer.. Det finns inga samhällen i närheten.
I omgivningarna runt Mount Swannell växer i huvudsak barrskog.